# Vincent Duluc
Pour les articles homonymes, voir Duluc.
Vincent Duluc est un journaliste sportif et romancier français né le 6 septembre 1962 à Vichy, spécialisé dans le football,.

## Biographie
Il est journaliste au sein de la rubrique football du journal L'Équipe, qu'il rejoint en 1995. Il intervient régulièrement dans des émissions de débats sur le football, telles que 100 % Foot sur M6, On refait le match sur RTL ou L'Équipe du Soir sur La chaîne L'Équipe.
Duluc a commencé sa carrière au Progrès en 1979, d'abord au service des sports de l'agence de Bourg-en-Bresse puis à Lyon à partir de 1986.
Il est le père du journaliste cycliste d'Eurosport Jean-Baptiste Duluc.
Il a également écrit des ouvrages sur le football, comme La grande histoire de l'OL, sorti en novembre 2007, L'affaire Jacquet en 2008.
En 2013, il est récompensé d'un Micro d'or dans la catégorie Influenceur de l'année.
À partir de 2014, il publie des ouvrages toujours en rapport avec le football, mais plus personnels. Il consacre ainsi un livre au footballeur nord-irlandais George Best, Le Cinquième Beatles, dans lequel il confie son goût pour le football anglais qu'il découvrit adolescent dans les années 1970. Également aux éditions Stock, il publie en 2016 Un printemps 76, qui traite notamment de l'épopée de l'AS Saint-Étienne en coupe d'Europe en 1976, là aussi mise en perspective avec son histoire personnelle de jeune amateur de football.
Par arrêté du 2 janvier 2019, il est désigné, par la ministre des Sports Roxana Maracineanu, président du conseil d'administration du musée national du Sport. Il succède à Annie Lhéritier à cette fonction.
En mai 2020, il est victime du Coronavirus et passe vingt-huit jours à l'hôpital pour y être soigné.
En février 2021, il revient sur la passion entre Carole Lombard et Clark Gable lors de l’âge d’or de Hollywood dans un nouveau roman.
En avril 2021, il est l'auteur d'un éditorial remarqué dans L'Équipe dénonçant le projet de superligue européenne de football. Celui-ci attire la réaction des Cahiers du football qui saluent sa position, tout en ironisant sur la passivité dont il a fait preuve jusqu'à présent, à l'instar des grands médias sportifs.
En octobre 2021, il est élu président de l'Union des journalistes de sport de France (UJSF), syndicat qui défend la profession.

## Récompenses
Il reçoit le Prix Sport Scriptum, qui récompense le meilleur ouvrage de l'année consacré au sport et remis par l'Union des journalistes de sport en France et la FDJ, en 2014 et 2016 respectivement pour ses ouvrages George Best, le cinquième Beatles et Un Printemps 76.
Il obtient également, pour Un Printemps 76, le prix Antoine Blondin récompensant un ouvrage original sur le sport.